# Heteroconger
Heteroconger – rodzaj ryb promieniopłetwych z podrodziny Heterocongrinae w obrębie rodziny kongerowatych (Congridae).

## Rozmieszczenie geograficzne
Do rodzaju należą gatunki występujące w wodach Oceanu Atlantyckiego, Indyjskiego i Spokojnego.

## Morfologia
Długość ciała do 80 cm; brak szczegółowych danych dotyczących masy ciała.

## Systematyka
Rodzaj zdefiniował w 1868 roku holenderski ichtiolog Pieter Bleeker w artykule zatytułowanym „Opis trzech nowych gatunków ryb z wysp Amboine i Waigiou”, opublikowanym w czasopiśmie Verslagen en Mededeelingen der Koninklijke Akademie van Wetenschappen. Gatunkiem typowym jest (oryginalne oznaczenie (również monotypowe)) H. polyzona.

### Etymologia
- Heteroconger: gr. ἑτερος heteros ‘różny, inny’; rodzaj Conger Bosc, 1817[8].
- Taenioconger: gr. ταινια tainia ‘opaska’; łac. conger ‘gatunek węgorza morskiego’, od gr. γoγγρος gongros ‘węgorz morski’, od γογγυλος gongulos ‘zaokrąglony’[2]. Gatunek typowy (oryginalne oznaczenie (również monotypowe)): Taenioconger chapmani Herre, 1923.
- Nystactes: gr. νυστακτης nustaktēs ‘ospały’, od νυσταζω nustazō ‘drzemać’[9]. Gatunek typowy (oryginalne oznaczenie (również monotypowe)): Nystactes halis Böhlke. 1957 (= Heteroconger longissimus Günther, 1870).
- Nystactichthys: gr. νυστακτης nustaktēs ‘ospały’, od νυσταζω nustazō ‘drzemać’[9]; ιχθυς ikhthus ‘ryba’[10].
- Xarifania: statek badawczy „Xarifa” który był własnością austriackiego biologa i badacza podwodnego Hansa Hassa[5]. Gatunek typowy (oryginalne oznaczenie): Xarifania hassi Klausewitz & Eibl-Eibesfeldt, 1959.

### Podział systematyczny
Do rodzaju należą następujące gatunki:

- Heteroconger balteatus Castle & Randall, 1999
- Heteroconger camelopardalis (Lubbock, 1980)
- Heteroconger canabus (Cowan & Rosenblatt, 1974)
- Heteroconger chapmani (Herre, 1923)
- Heteroconger cobra Böhlke & Randall, 1981
- Heteroconger digueti (Pellegrin, 1923)
- Heteroconger enigmaticus Castle & Randall, 1999
- Heteroconger fugax Koeda, Fujii & Motomura, 2018
- Heteroconger guttatus Allen, Erdmann & Mongdong, 2020
- Heteroconger hassi (Klausewitz & Eibl-Eibesfeldt, 1959)
- Heteroconger klausewitzi (Eibl-Eibesfeldt & Köster, 1983)
- Heteroconger lentiginosus Böhlke & Randall, 1981
- Heteroconger longissimus Günther, 1870
- Heteroconger luteolus Smith, 1989
- Heteroconger mercyae Allen & Erdmann, 2009
- Heteroconger obscurus (Klausewitz & Eibl-Eibesfeldt, 1959)
- Heteroconger pellegrini Castle, 1999
- Heteroconger perissodon Böhlke & Randall, 1981
- Heteroconger polyzona Bleeker, 1868
- Heteroconger taylori Castle & Randall, 1995
- Heteroconger tomberua Castle & Randall, 1999
- Heteroconger tricia Castle & Randall, 1999